# Anne Spencer (poète)
Pour les articles homonymes, voir Anne Spencer et Spencer.
Anne Bethel Spencer (née Bannister le 6 février 1882 et morte le 27 juillet 1975) est une poète américaine, activiste pour les Civil Rights, bibliothécaire et jardinière. 
Habitant avec sa famille à Lynchburg, en Virginie, sa maison devient un centre intellectuel important où se succèdent Langston Hughes, Marian Anderson, George Washington Carver, Thurgood Marshall, Dr Martin Luther King, James Weldon Johnson, et W. E. B. Du Bois. Luttant pour les droits civils pour l'égalité et le droit à l'éducation, Anne Spencer, son mari, et James Johnson ouvrent un bureau du NAACP à Lynchburg. Bibliothécaire au lycée Paul-Dunbar, elle supplée à la rareté des livres à disposition des élèves. Spencer, également considérée comme membre important de la Renaissance de Harlem, est la première Afro-Américaine à être publiée dans la Norton Anthology of American Poet. Si ses poèmes protestataires sont emblématiques, son jardin y tient également une place importante.

## Biographie

### Jeunesse

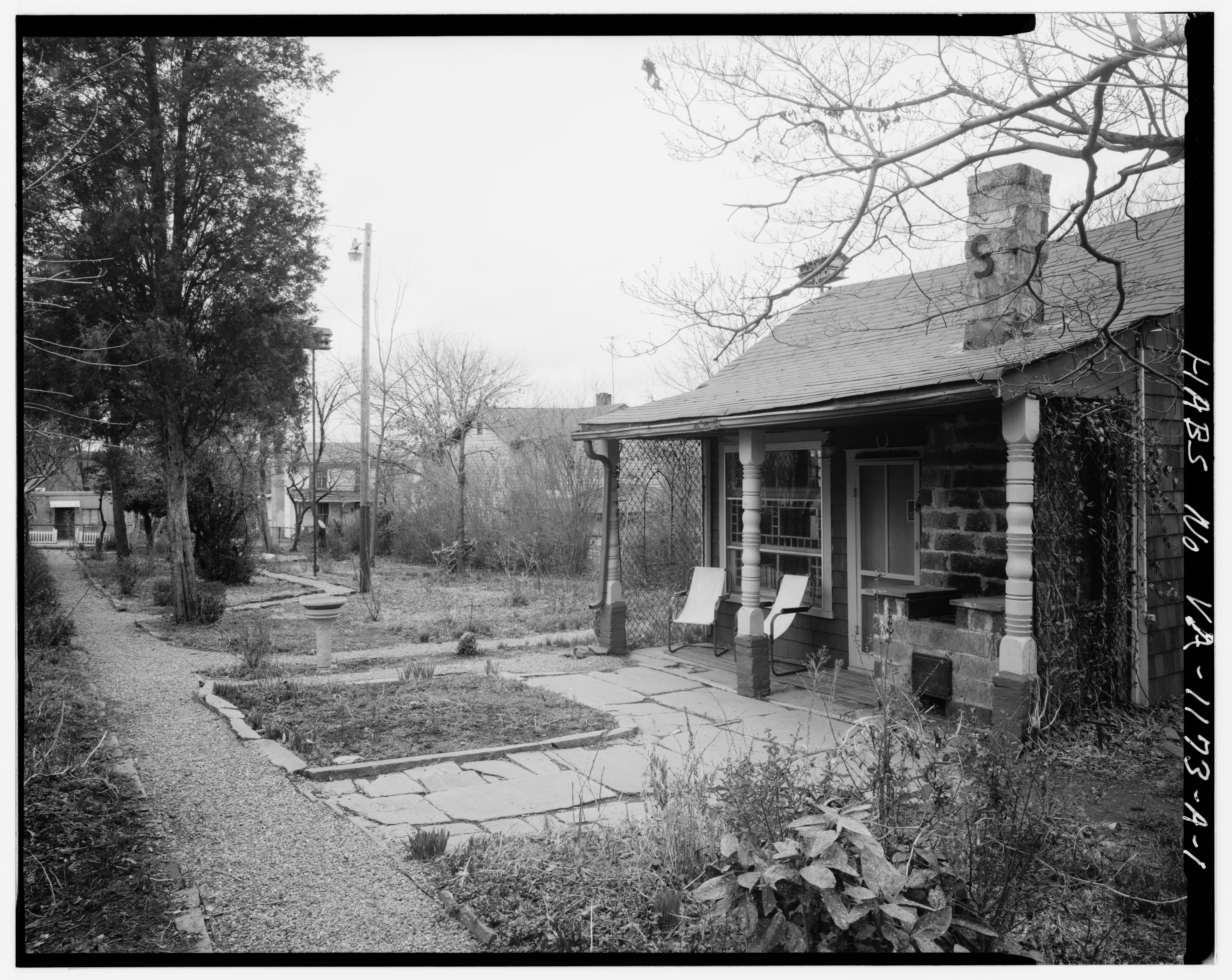
Jardin de la maison des Spencer, Lynchburg, Virginie

Annie Bethel Bannister est née à Henry County, en Virginie, de Joel Cephus Bannister et Sarah Louise Scales. Bien que son père soit né esclave en 1862, les deux parents d'Anne Spencer font partie de cette première génération d'afro-américains connaissant une enfance libre. Après leur mariage, tous deux travaillent dans une plantation et espèrent offrir à leur fille unique une vie meilleure. Centre de leur attention dévouée, ils se séparent néanmoins du fait de divergences trop importantes sur des questions d'éducation. 
Sarah Scales part avec sa fille ; elles s'installent en Virginie-Occidentale, à Bramwell qui, pour l'époque, affiche une tolérance inhabituelle tant vis-à-vis des Afro-Américains que des migrants. Elles sont accueillies, en tant que locataires, chez William T. Dixie, sa femme, Willie Belle, et leurs cinq enfants. Les Dixie sont des membres importants de la communauté afro-américaine de Bramwell où William T. Dixie est propriétaire de son propre salon de coiffure. Sarah Scales trouve un emploi de cuisinière dans un hôtel de la ville. Annie porte alors le nom de jeune fille de sa mère.
Locataire, Annie ne reçoit pas de soins, ni d'éducation, mais n'a pas non plus à participer à l'entretien de la maison, alors même qu'elle grandit avec les enfants Dixie qui eux vont à l'école municipale, et participent aux tâches ménagères. Sarah Scales est dévouée à sa fille et estime que l'école municipale ne lui est pas adaptée. Sans cadre éducatif, Annie Spencer dispose d'un temps de liberté inhabituel pour une enfant afro-américaine à la charnière XIXe-XXe. Dans la maison, elle ne trouve un peu de solitude qu'aux cabinets du jardin, le seul espace privé, où, illettrée, elle regarde les pages du catalogue Sears and Roebuck. Le rêve de savoir lire et l'exploration des environs sauvages de Bramwell vont mener Anne Spender à la poésie. 
Bien que séparés, Joel et Sarah, les parents d'Annie, gardent contact au sujet du bien-être de leur fille. Quand Joel apprend qu'Annie n'est pas scolarisée, il pose un ultimatum : soit Annie va à l'école, soit elle revient vivre avec lui. Lors d'une réunion à l'église, Sarah Scales entend parler du Virginia Seminary, à Alexandria. Spender va y être pensionnaire de 1893 à 1899, ne rentrant à Bramwell que pour les vacances scolaires. Admise à l'âge de 11 ans, alors quasi illettrée, Annie y excelle, et suit un cursus d'école normale. 

### Vie adulte
Après l'obtention de son diplôme, et son discours d'adieu, Spender enseigne de 1899 à 1901  à Elkhorn et Maybeury. Le 15 mai 1901, dans la maison des Dixie, à Bramwell, Annie Scales se marie avec Charles Edward Spencer, rencontré au Virginia Seminary. Ils déménagent définitivement à Lynchburg en 1903. C'est dans leur maison située au 1313 Pierce Street qu'ils élèvent leurs deux filles, Bethel et Alroy, et leur garçon, Chauncey Spencer. Ce dernier hérite de l'engagement politique de sa mère et jouera, pendant la seconde guerre mondiale, un rôle prééminent : la formation du Tuskegee Airmen alors même qu'à l'époque il est refusé aux afro-américains d'être pilotes pendant leur service militaire. 
À partir de 1943-45, et pendant plus de 20 ans, Spencer travaille dans le lycée Paul Laurence Dunbar, où seuls les adolescents noirs peuvent s'inscrire. Elle y est bibliothécaire. Devant la pauvreté des collections, Spencer y apporte ses propres livres qu'elle donne à la bibliothèque.
Anne Spencer meurt à l'âge de 93 ans, le 27 juillet 1975 et est enterrée aux côtés de son mari, Edward, mort en 1964, dans la concession familiale du Forest Hills Cemetery, à Lynchburg. En 2016 la bibliothèque de Virginie et Dominion Power lui décernent le titre de Strong Men and Women in Virginia History.

## Carrière littéraire

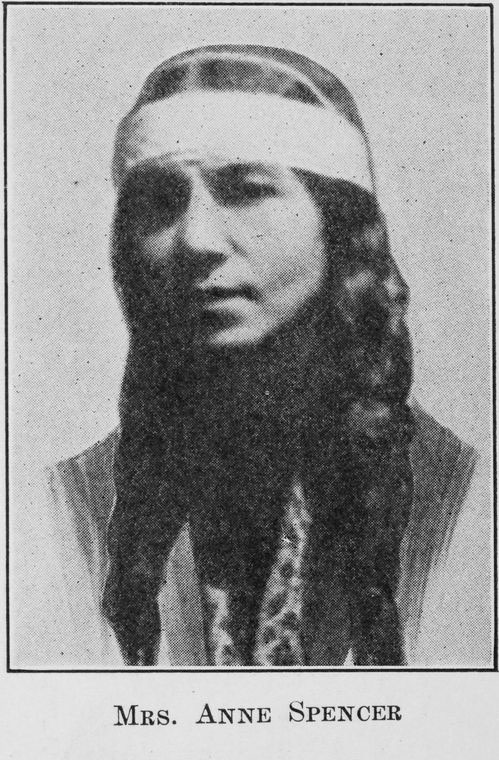

Aujourd'hui perdu, le premier poème de Spencer, The Skeptic, est écrit alors qu'elle est encore étudiante au Virginia Seminary. Elle continue à écrire toute sa vie, utilisant pour noter ses idées n'importe quel morceau de papier, tel de vieux catalogue de jardin. Mais sa poésie est découverte en 1919 par James Weldon Johnson qui, en déplacement à Lynchburg pour ouvrir un bureau du NAACP, est accueilli par les Spencer. L'année suivante, en février, H. L. Mencken, éditeur de Johnson, va être le premier à publier un poème de Spencer, Before the Feast at Shushan, qui paraît dans The Crisis . Annie Spencer remplace, sur suggestion de Johnson, son prénom pour celui de Anne. Elle a 40 ans, et la décennie qui s'ouvre est celle où la majorité de ses poèmes, environ une trentaine, vont être publiés. Elle va figurer dans la Norton Anthology of American Poet, ce qui fait d'elle le second auteur afro-américain à y être intégré. 
Les poèmes de Spencer parlent de race, de religion et des douloureuses réalités du monde dans lequel elle vit. Ses poèmes ont un impact important sur la Renaissance de Harlem, bien qu'elle vive loin de New York. Parmi ses travaux les plus influents, on peut citer White Things. Il n'a pas été republié de son vivant après sa première apparition dans The Crisis, mais Keith Clark y fait référence comme « le poème de protestation par excellence » dans son Notable Black American Women.
Beaucoup des poèmes de Spencer sont en lien avec son jardin. Les plantes dont elle prenait soin s'y retrouvent symboliquement, par exemple dans Grapes, Still Life. Jardinière émérite, son jardin est inextricablement lié à sa vie et l'a souvent inspirée. Baptisé Edankraal, le nom de son jardin bien-aimé est composé des premières lettres des leurs, Edward et Anne, et de kraal, qui veut dire enclos, ou corral en afrikaans. Spencer a écrit la majorité de ses œuvres dans ce lieu propice à la retraite qu'était le cabanon que lui a construit son mari au fond du jardin - pendant aux cabinets où se réfugiait Spencer enfant.
Écrivant jusqu'à la toute fin de sa vie, l'un de ses poèmes les plus évocateurs a pour titre l'année de sa mort, 1975. Après sa mort, la majorité de son travail a été repris dans Time's Unfading Garden: Anne Spencer's Life and Poetry. La plupart de ses poèmes perdus furent publiés par d'autres poètes au cours de la seconde moitié du vingtième siècle.

## Héritage

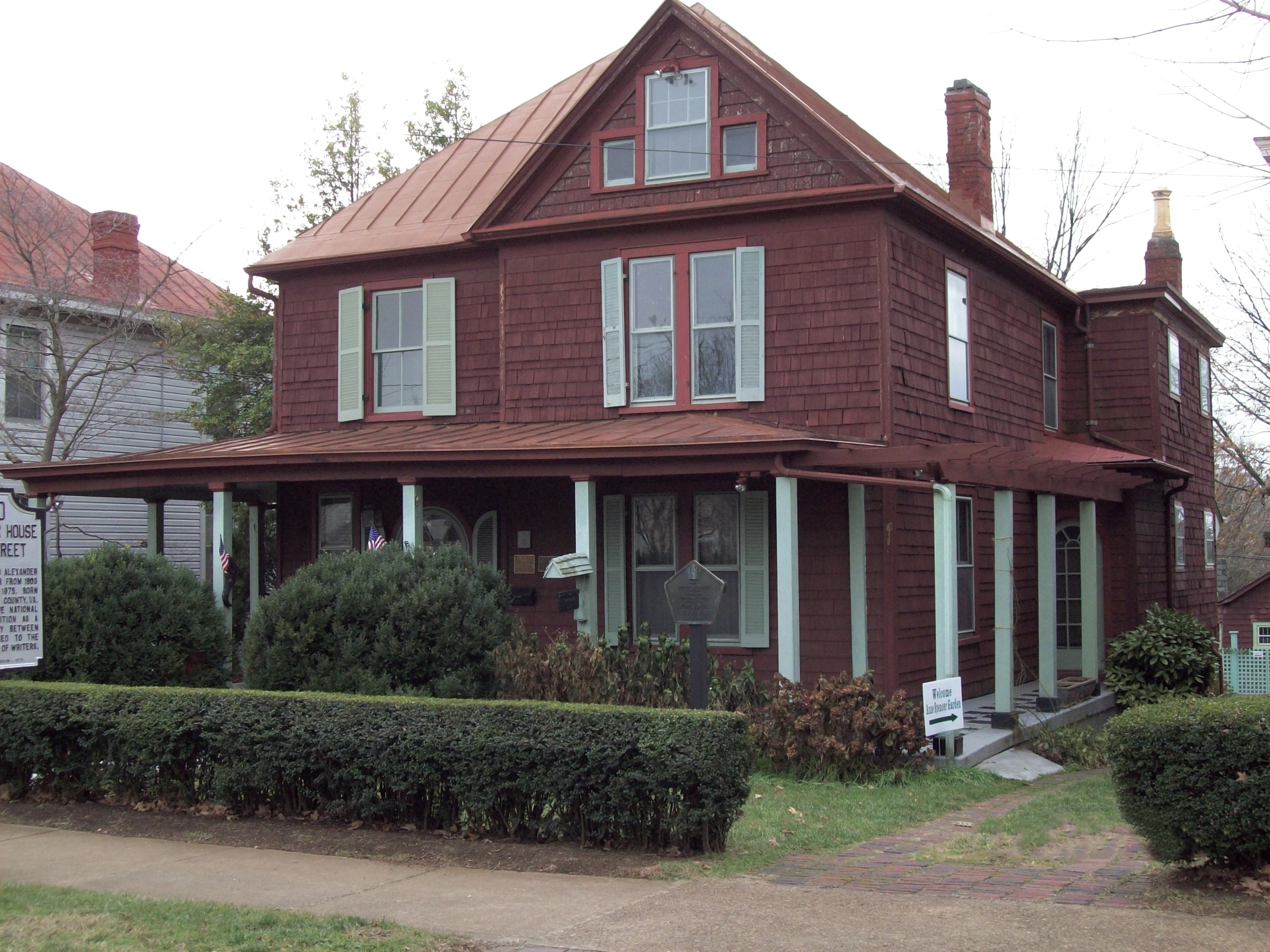
Maison de Spencer, au 1313 Pierce Street, Lynchburg, Virginie, en 2008

La maison et le jardin de Spencer sont maintenant un musée, le musée Anne Spencer House and Garden Museum. Il est dédié à préserver son héritage et son lien à la Renaissance de Harlem. Les archives de Spencer, ainsi que ses livres se trouvent à la Albert and Shirley Small Special Collection Library de l'université de Virginie. Quelques lettres de sa correspondance personnelle avec James Weldon Johnson, choisies par Spencer, font partie du fonds James Weldon Johnson Memorial Collection conservée à la Beineke Rare Books and Manuscripts Library de l'université Yale.

### Œuvre et vie de Anne Spencer
- J. Lee. Greene, Times Unfading Garden: Anne Spencer’s Life and Poetry, Louisiana State University Press, 1977
- Nina Salmon, Anne Spencer 1882-1975,Encyclopedia Virginia, 2015
- Shadowed Dreams: Women's Poetry of the Harlem Renaissance, Rutgers University, 2 Rev Exp edition, 2006  (ISBN 0-8135-3886-6)
- Ann Allen Shockley, Afro-American Women Writers 1746-1933: An Anthology and Critical Guide, New Haven, Connecticut: Meridian Books, 1989  (ISBN 0-452-00981-2)
- Howard Thurman, With Head and Heart: The Autobiography of Howard Thurman, Chicago:Harvest/HBJ Book, 1981  (ISBN 0-15-697648-X)

### Rééditions de l'œuvre de Spencer
- Anne Spencer: Ah, how poets sing and die!, Ed. Nina V. Salmon. Lynchburg: Warwick House Publishing, 2001
- Beth Packert (dir.), Anne Spencer Revisited: A Companion to the Film par Keith Lee. Poèmes de Anne Spencer, photos de Susan Saandholland. Lynchburg, VA : Blackwell Press, 2008.

### Adaptation
- Anne Spencer Revisited: A Film by Keith Lee, Dance Theatre of Lynchburg, 2008.

### À propos du jardin et de la maison de Anne Spencer
- Rebecca T. Frischkorn, Reuben M. Rainey, Half my World: The Garden of Anne Spencer, a History and Guide, Lynchburg, Va : Warwick House, 2003.
- Bonnie Marranca (dir.), American Garden Writing: An Anthology, Lanham, MD.: Taylor Trade Pub., 2003.
- Sacred Spaces: The Home of Anne Spencer, introduction du poète Jeffrey Beam. Photos de John M. Hall. Annotations de Shaun Spencer-Hester, petite-fille de Anne Spencer, et de Jeffrey Beam en collaboration avec le Dr J. Lee Greene, biographe de Anne Spencer. Le livre accompagnait une exposition de Anne Spencer, au UNC-Chapel Hill en février 2015.
- Jame Baber White, Lessons learned from a Poet's Garden: The Restoration of the Historic Garden of Harlem Renaissance Poet Anne Spencer, Lynchburg, VA, Blackwell Press, 2011